# Прва техничка школа „Милутин Миланковић” Ниш
Прва техничка школа „Милутин Миланковић“ у Нишу је једна од првих техничких школа у земљи. На почетку школа је радила у старој згради бивше основне школе код Саборне цркве, али убрзо је пресељена у приватну зграду у Хешуаниновој улици бр. 37. Приземље старе зграде претворено је у радионицу. Школа је тада имала доста наставног особља, али су недостајали уџбеници, па су предавања писана и умножавана. До септембра 2016-те године, школа је носила назив Машинска техничка школа "15.мај", али је тај назив промењен у Прва техничка школа "Милутин Миланковић".

## Слика Ниша након рата
Након Првог светског рата било је пуно људских и материјалних губитака. Нарочито је страдала градска привреда: индустрија, занатство и трговина. Обнову градске привреде почели су најпре трговци продајући оскудне робне залихе за скупе паре. Ниш се потпуно опоравља од рата 1936. године. Други светски рат уништава све подигнуто и стечено и враћа становнике Ниша пољопривреди и голом преживљавању. Степен привредног развоја у Краљевини Југославији није био уједначен. Од тога су зависили обим и организација стручних школа зависно од потреба квалификованих радника. Што се тиче Средњотехничке школе Моравска бановина са седиштем у Нишу тридесетих година са свих 1 600 000 становника имала је 59 рудничких предузећа, 151 индустријско предузеће, преко 9 000 занатских радњи. Само у Нишу била је железничка радионица, мостовска радионица, три техничке фабрике, фабрика дувана, фабрика машина и многа друга машинска предузећа, где су радили углавном стручњаци са стране. Председник занатске коморе у Нишу у то време био је Воја Динић. Он је, у ствари и покренуо иницијативу, а да би испунио потражњу за квалификованим радницима, образовао је одбор који ће радити на отварању Средње техничке школе. Рад овог Одбора и помоћ привредника и политичара Ниша и околине уродили су плодом.

## Развој школе кроз године
У први разред уписивали су се ученици са завршена четири смера гимназије, графичке школе, мушке занатске школе или са 19 година ако су завршили мајсторску-деловодску школу. У почетку у школи су постојали само машински и грађевински смер. Школа је имала скроман физички кабинет и наставне збирке: математичку, технолошко-минералну, зидарску и машинску. Средњотехничкa школа је од самог почетка развијала рад у ђачким дружинама. Нарочито је активна била литерарна дружина „Никола Тесла“ ђачка библиотека располагала је са 300 наслова, а наставничка са 360 формирана су и три школска ученичка фонда: прометни, школски и екскурзиони. Због невероватно великог прилива ученика, простор је представљао све већи проблем, па је донета одлука о изградњи школске зграде. Пројекат је израдио инжињер Александар Медведев и у лето 1947. Почела је изградња на данашњој локацији у Београдској улици број 22. У просторијама СТШ“Никола Тесла“ отварају се Високе техничке школе, а затим и Технички факултет 1960. године. Број ученика седамдесетих година нарастао је на преко две хиљаде, тако да је школа постала једна од највећих у тадашњој СФРЈ. Почетком седамдесетих година издвајају се електротехнички и грађевински одсек и формирају сопствене школе, а машински одсек и Школа ученика у привреди „Иво Лола Рибар“ и индустријска железничка школа спајају се и стварају Машински образовни центар „Вељко Влаховић“ са три организације удруженог рада: МТШ“15.мај“, Школа за квалификоване раднике „12. фебруар“ и Машинска школа- бивши ЖИШ. Таква организација школа постојала је од 1983. Када све чланице постају самосталне школе. Школа је сарађивала са многим школама из региона и републике. Такође се памти јако добра сарадња са многим познатим предузећима тог времена. До школске 1990/91. године, школа имала је 36 одељења и 110 запослених радника. Школовала је ученике у два подручја рада: машинство и обрада метала и металургија. На жалост, од тада долази до смањења броја ученика и одељења. Школа дели судбину индустрије града. Управни одбор школе одлучује да ново име Машинска техничка школа "15.мај" замени са Прва техничка школа "Милутин Миланковић". То име се убрзо и мења и од септембра 2016-те школа носи то име.

## Рат и уништење школе
Марта месеца 1999. године НАТО врши агресију на нашу земљу. Гађа касарну и војни отпад у суседству школске зграде, те она бива оштећена. Остала је без крова, прозора и врата, са покиданим инсталацијама и оштећеним кабинетима. Школска зграда и фискултурна сала биле су скоро неупотребљиве, па је школа морала да се реновира.

## Школа данас
Данас ова школа изгледа као модерна стручна школа са свим потребним условима за рад. Ученици већи део наставе проводе на рачунарима, а цртање оловком заменили су цртањем на рачунару. Школа учествује на многим такмичењима. Ученици ове школе нижу успехе на разним такмичењима попут такмичења из машинске групе предмета, историје, компјутерског конструисања, омладинског предузетништва и на другим веома важним такмичењима. Школа је била на многим значајнијим пријемима, а 2012. је била део прославе дана независности у Амбасади САД у Београду. Иако све мање ученика уписује ову школу, али и друге стручне школе ова школа има велике планове за будућност.

## Секције у школи
Школа располаже многим секцијама и ваннаставним активностима. Ученички парламент постоји већ неколико година уназад у Првој техничкој. Парламент има свој пословник и простор где се одржавају састанци. На првој конститутивној седници Ученичког парламента усвојени су: Статут УП, Правилник о раду УП, Пословник о раду УП, као и годишњи план рада УП. Лист ученика и професора школе постоји од кад и школа. Школски лист се најпре звао „Магет“, а затим „Машинац“. У скорије време мења назив у „Нађи део себе“, а пар година уназад добија садашњи назив „Петнаестица“. У редакцији школског листа смењивали су се професори српског језика и књижевности, професори информатике и ученици из генерације у генерацију. У последњих неколико година ова секција је све посећенија од стране ученика. Једна од многобројних секција је драмско-рецитаторска. Драмско-рецитаторска секција је једна од слободних активности и саставни део образовно-васпитног рада школе, а заједно са редовном наставом чини недељиву целину. Сваке године се у секцију примају нови чланови који желе да се баве глумом. Wеб тим у нашој школи постоји већ 4 године. У овој секцији радило је до сада 20-так ђака. Wеб тим се бави обрадом материјала за сајт, као и креирањем свих елемента сајта. Осим проучавања wеб дизајна, ученици ове секције бавили су се и обрадом различитих фотографија, као и обрадом видео записа.

## Такмичење у бацању бумеранга
По идеји бившег ученика ове школе Јована Милића, већ шесту годину за редом Прва техничка школа "Милутин Миланковић" у сарадњи са Амбасадом Аустралије организује такмичење у бацању бумеранга "БУМФест". Ученици из школа са свих страна региона бацају бумеранг по одређеној дисциплини, а након квалификација следи велико финале. На великом финалу петнаест најбољих бацача баца бумеранг, а пре проглашења победника талентовани музичари, певачи забављају публику. Ово такмичење су подржали многи спонзори и пријатељи школе. Преко овог такмичења настала је и ученичка компанија "БВС", која је 2012. године освојила треће место на националном такмичењу ученичких компанија. Након тога за ову компанију уследили су сами успеси: Пријем у Амбасади САД поводом дана Независности, присуство на прослави краја програма организације "УСАИД" и многи други успеси. У радионици ове школе бумеранге праве у разним облицима: кенгур, папагај, слепи миш...

## Ванредно школовање
Школа се бави образовањем ванредних ученика за подручје рада машинство и обрада метала и образовне профиле за које је верификована. Испити се организују у четири годишња испитна рока: јануарском, априлском, јунском и августовском. Рад на образовању се остварује у складу са Законом о средњој школи и Статутом школе и Правилником о начину организовања и спровођења испита редовних и ванредних ученика. 